# گروه باوپوست
گروه باوپوست (انگلیسی: Baupost Group) شرکت سرمایه‌گذاری آمریکایی است، که در سال ۱۹۸۲ تأسیس شد.